# Uranophora munda
Uranophora munda är en fjärilsart som beskrevs av Walker 1856. Uranophora munda ingår i släktet Uranophora och familjen björnspinnare. Inga underarter finns listade i Catalogue of Life.